# Sucesión polinómica
Una sucesión polinómica o sucesión polinomial es una sucesión matemática de polinomios indexados por los enteros no negativos 0, 1, 2, 3, ..., en la que cada índice coincide con el grado del polinomio correspondiente. Las series polinomiales son un tema de interés en combinatoria enumerativa y combinatoria algebraica, así como en matemáticas aplicadas.

## Ejemplos
Algunas series polinómicas aparecen en física y en la teoría de la aproximación, como las soluciones de ciertas ecuaciones diferenciales ordinarias:
- Polinomios de Laguerre
- Polinomios de Chebyshov
- Polinomios de Legendre
- Polinomios de Jacobi

Otras proceden de la estadística:
- Polinomios de Hermite

Otros muchos se estudian en álgebra y en combinatoria:
- Monomios
- Factorial ascendente
- Factorial descendente
- Polinomio todo en uno
- Polinomios de Abel
- Polinomios de Bell
- Polinomios de Bernoulli
- Polinomio ciclotómico
- Polinomios de Dickson
- Polinomios de Fibonacci
- Interpolación polinómica de Lagrange
- Polinomios de Lucas
- Polinomios extendidos
- Polinomios de Touchard
- Polinomio de torre

## Clases de series polinómicas
- Series polinomiales de tipo binomial
- Polinomios ortogonales
- Polinomios secundarios
- Serie de Sheffer
- Teorema de Sturm
- Polinomios de Appell generalizados